# 新松戸駅

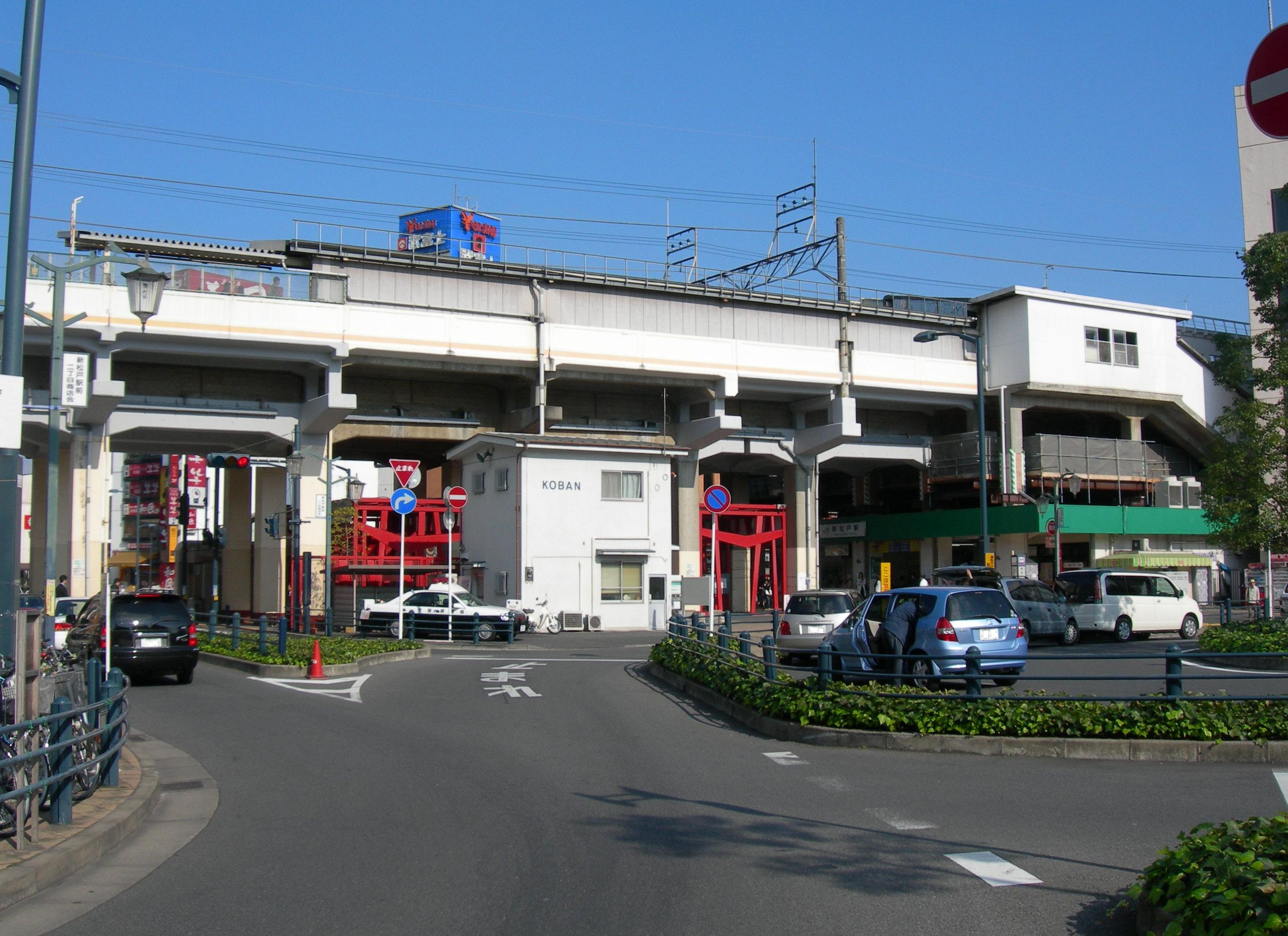
駅舎南側（2007年11月）

新松戸駅（しんまつどえき）は、千葉県松戸市幸谷にある、東日本旅客鉄道（JR東日本）の駅である。

## 概要
松戸市において中心駅である松戸駅と並ぶ交通の要所となっており、江戸時代頃から水戸街道の宿場町として栄えた「松戸宿」と「小金宿」の間（小金宿より）に位置する。
JR東日本の常磐線を走行する常磐緩行線、武蔵野線、接続路線である流鉄の流鉄流山線を含めると2社3路線が乗り入れている。このうち常磐線を当駅の所属線としている。当駅は直営駅（駅長配置）であり、管理駅として北小金駅、南流山駅を管理している。みどりの窓口・自動券売機・指定席券売機・自動改札機・自動精算機などの設置駅。駅前には流鉄の幸谷駅が立地しているが、連絡運輸は行っていない（駅出入口を出て高架下を直進した先）。駅間の通路の途中には、公衆トイレと「あかりのボックス」という名称の鳥居に似た形の赤色の鉄骨オブジェがある。
周辺はマツモトキヨシ本社、イオンフードスタイル新松戸店、流通経済大学のほか、学習塾、飲食店、娯楽施設などがある。新松戸ステーションホテル、新松戸ホテルなどのシティホテルがあるため、ビジネス利用や観光拠点としても適している。
駅の出入口は新松戸側（駅西側）のみとなり、駅前にはロータリーが整備され、流鉄幸谷駅や金融機関、雑居ビルなどが立ち並ぶ。幸谷・二ツ木・小金清志町側（駅東側）はロータリーが整備されておらず、駅を出てから常磐線の高架下を直進する必要がある。
毎年夏には、駅周辺及びけやき通り、支所前通り、新松戸中央公園、新松戸市民センターなどにて「新松戸まつり」が催される。
松戸都市計画事業 新松戸第一土地区画整理事業（1966年 - 1968年、組合施行）松戸都市計画事業 新松戸第二土地区画整理事業（1970年 - 1979年、組合施行）松戸都市計画事業 新松戸中央土地区画整理事業（三菱地所と清水建設他JVの組合施行、1970年 - 1977年）を経て一帯は定住を目的とする新興住宅地、東京都心へのベッドタウンと化し、都市再開発が進んでいる。2019年には新松戸駅東側地区土地区画整理事業が千葉県知事から認可され、駅東側への道路と駅前広場の建設が計画されている。

## 乗り入れ路線
当駅に乗り入れている路線は線路名称上の常磐線と武蔵野線であり、このうち常磐線を当駅の所属線としている。運行系統としては緩行線を走る常磐緩行線と武蔵野線が停車する。快速線にはホームが設けられていないため当駅から上野方面へ行く場合は、松戸駅または北千住駅での乗り換えが必要となる。
- 常磐線（各駅停車）：緩行線を走行する常磐線の近距離電車。 - 駅番号「JL 25」
- 武蔵野線：旅客営業区間としては府中本町駅から西船橋駅を結ぶ鉄道路線（幹線）。- 駅番号「JM 15」

## 歴史
武蔵野線の開通に伴い開設された。そのため、常磐線日暮里駅 - 取手駅間では最も新しい駅である。

### 年表
- 1973年（昭和48年）4月1日：日本国有鉄道（国鉄）の駅として、常磐線・武蔵野線同時に開業。当時は武蔵野線の終着駅であった[6]。
- 1978年（昭和53年）10月2日：武蔵野線が西船橋駅まで延伸開業。途中駅となる[6]。
- 1987年（昭和62年）4月1日：国鉄分割民営化に伴い、東日本旅客鉄道（JR東日本）の駅となる[7]。
- 1992年（平成4年）7月14日：自動改札機を設置し、使用を開始する[8]。
- 2001年（平成13年）11月18日：ICカード「Suica」の利用が可能となる[広報 1]。
- 2021年（令和3年）12月19日：1・2番線（常磐緩行線ホーム）でホームドアの使用を開始[広報 2][広報 3]。

### 駅名の由来
駅名は1966年（昭和41年）に認可になった駅周辺の「新松戸第一区画整理事業」に由来する。国鉄の仮称は「北馬橋」で、松戸市は「南小金」を考えていたが、地元は新幹線の「新横浜」「新大阪」の発展を意識して土地区画事業の名称である「新松戸」を働きかけ、国鉄OB代議士を通じて国鉄と松戸市の譲歩を引き出した。改札前の高架の橋脚部にある「北馬橋ガード」の名称は駅名決定以前の名残とされる。
なお、松戸市新松戸に所在する流鉄幸谷駅は旧地名である「幸谷」が由来で、現行地名としては当駅の東側に位置する。

## 駅構造
南北方向に伸びる武蔵野線が、東西方向に伸びる常磐線の上を直交してまたがる形となっている。常磐線は複々線上の緩行線にある島式ホーム1面2線を有し地上駅、武蔵野線は相対式ホーム2面2線を有する高架駅である。武蔵野線の線路の高さは上下線で微妙に異なっており、4番線は3番線と比べやや低くなっている。武蔵野線ホームの当駅のカラーは水色。
常磐線ホームはカーブ上にあるため、乗り降りを行う乗客は足元に注意を必要とする。
南流山駅の中線を使って西船橋方面に折り返すことが可能なため、2012年3月に折り返し設備のある吉川美南駅が開業するまで、多客時や工事による区間運休の際には当駅を始発・終着とする臨時列車が設定されていた。
両線ホームは階段・エスカレーターで直結されており、常磐線ホーム馬橋方向から3番線、北小金方向から4番線へ連絡する。
改札口・出入口は武蔵野線ホームの高架下（常磐線西側）の1か所のみである。駅東側へ行くには、いったん出口を出たあと、常磐線をくぐる通路を利用する必要がある。
松戸統括センター傘下の直営駅で、みどりの窓口、指定席券売機、Suica対応自動改札機が設置されている。また、管理駅として北小金駅と南流山駅を管理する。

### のりば
| 番線      | 路線               | 方向 | 行先                           |
| --------- | ------------------ | ---- | ------------------------------ |
| 2階ホーム |                    |      |                                |
| 1         | 常磐線（各駅停車） | 下り | 柏・我孫子方面                 |
| 2         | 常磐線（各駅停車） | 上り | 松戸・北千住・代々木上原方面   |
| 3階ホーム |                    |      |                                |
| 3         | 武蔵野線           | 上り | 南浦和・武蔵浦和・府中本町方面 |
| 4         | 武蔵野線           | 下り | 西船橋・舞浜・東京方面         |

（出典：JR東日本:駅構内図）

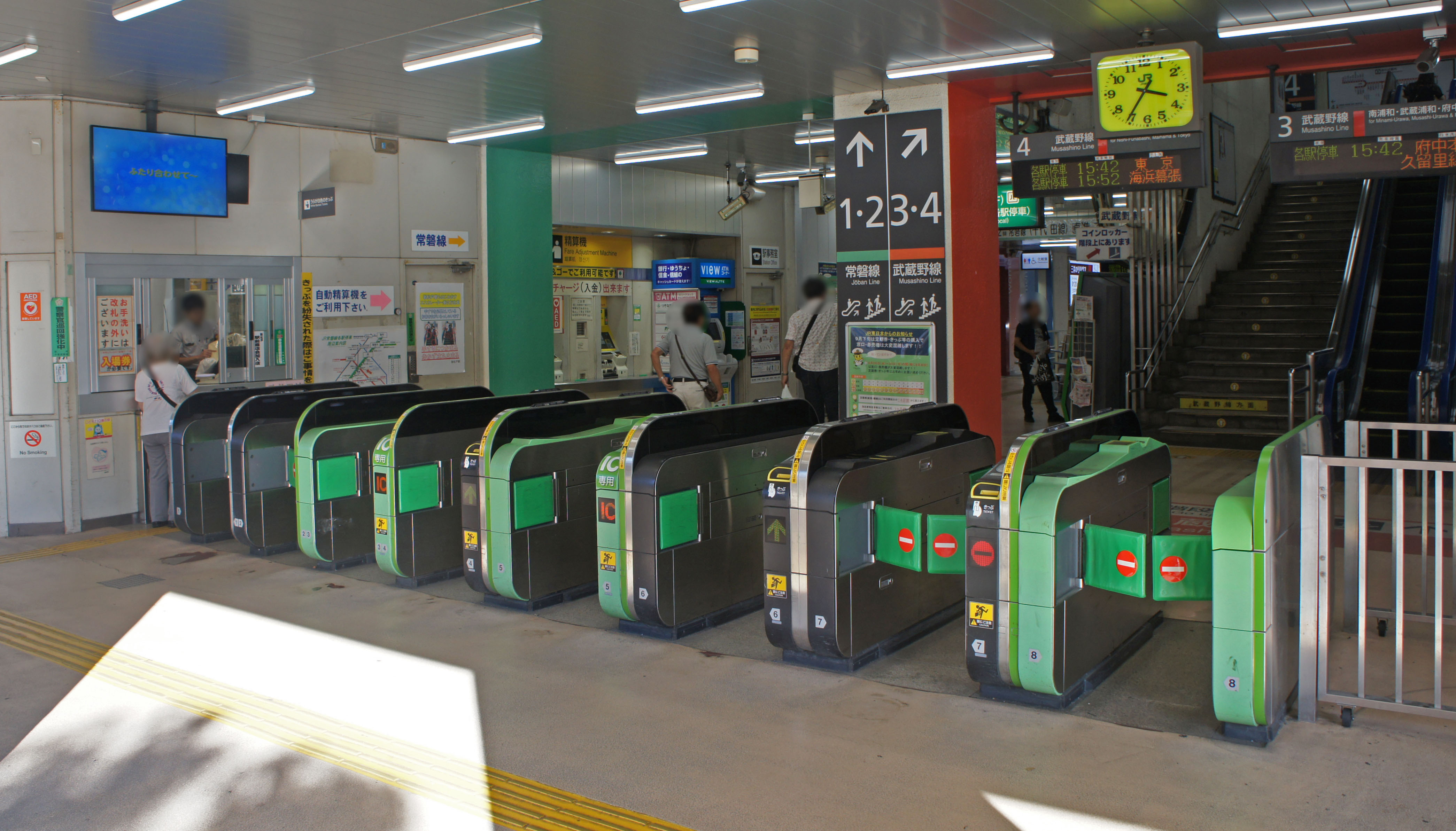
改札口（2019年9月）
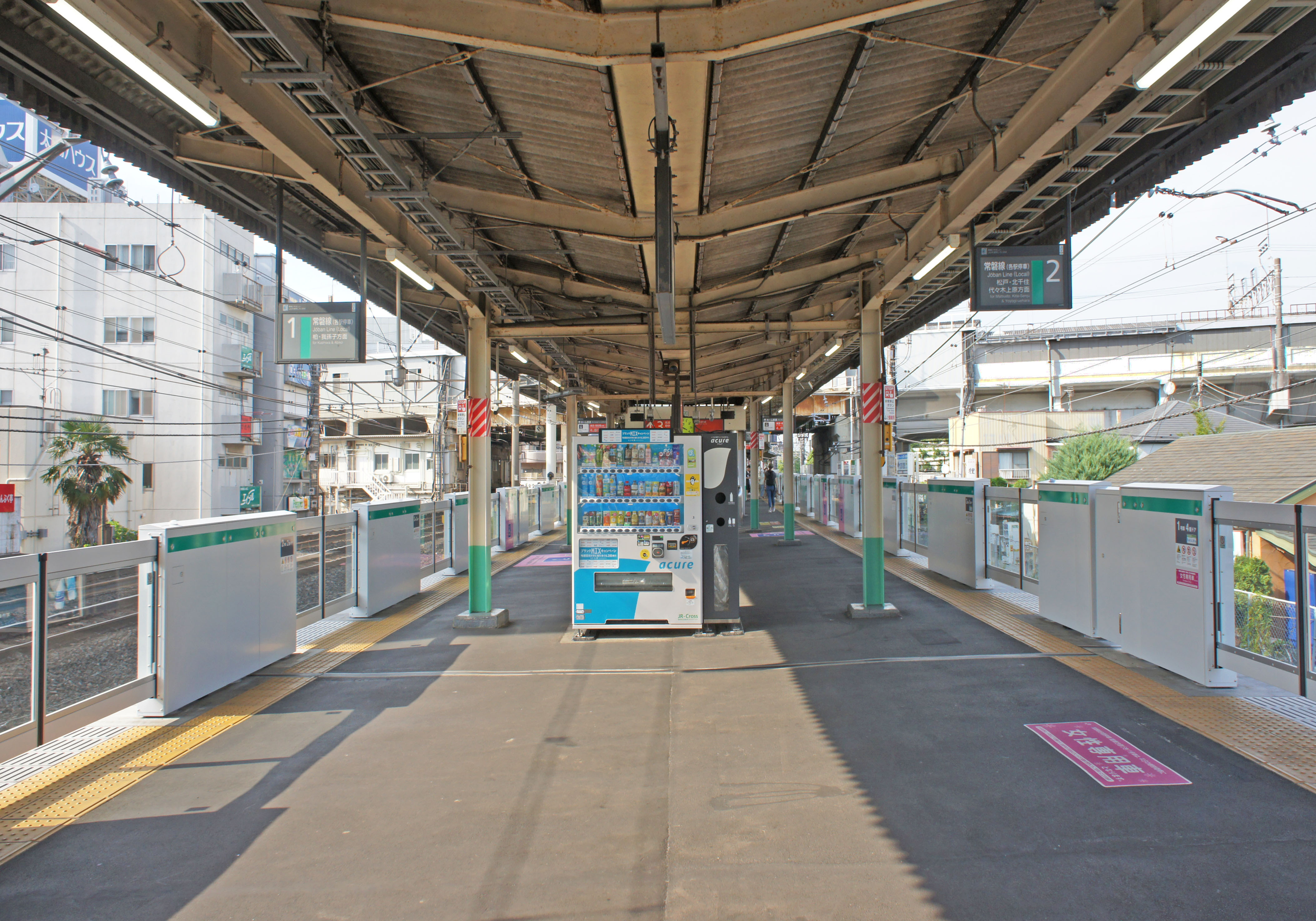
1・2番線（常磐線）ホーム（2022年7月）
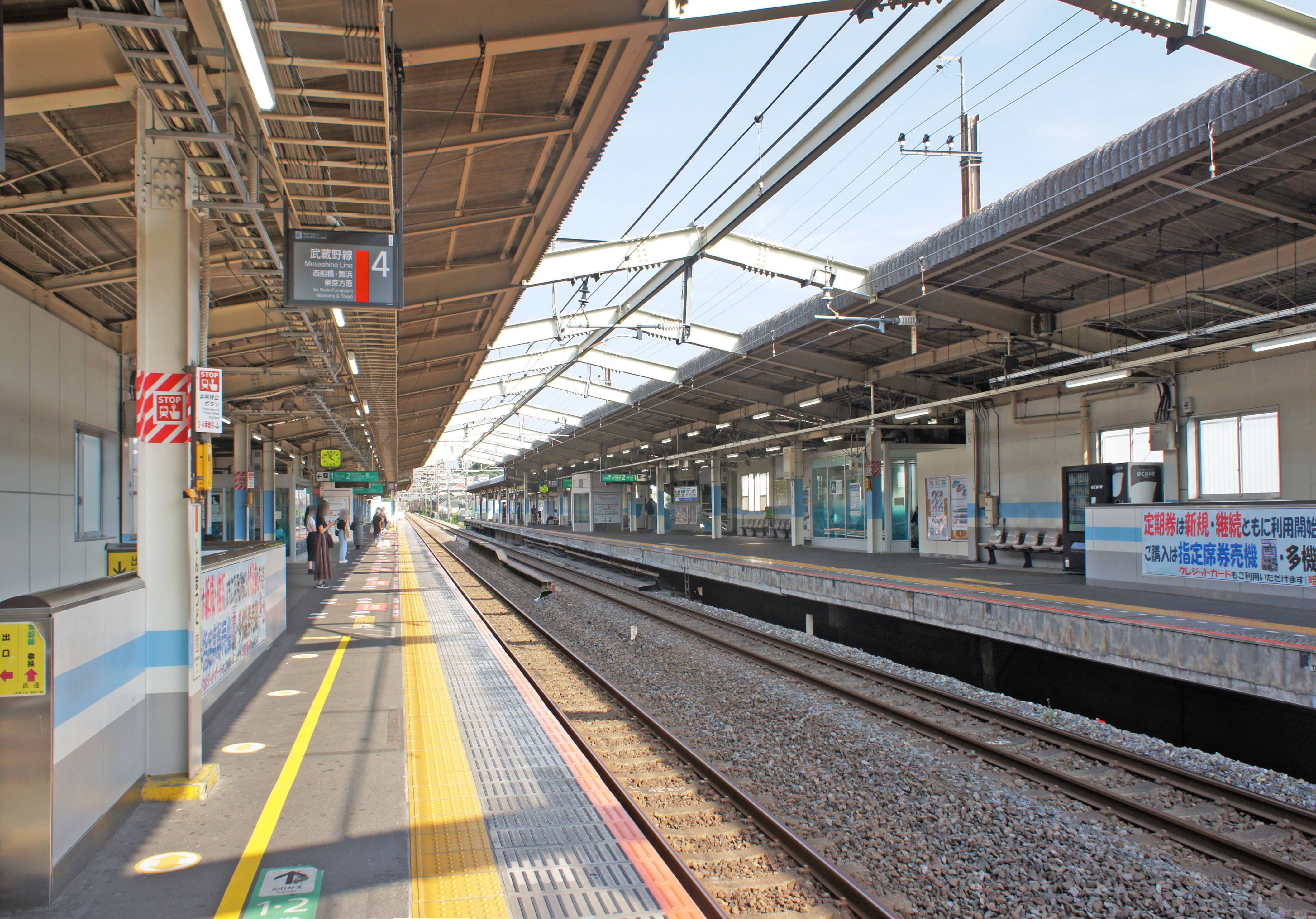
3・4番線（武蔵野線）ホーム（2022年7月）
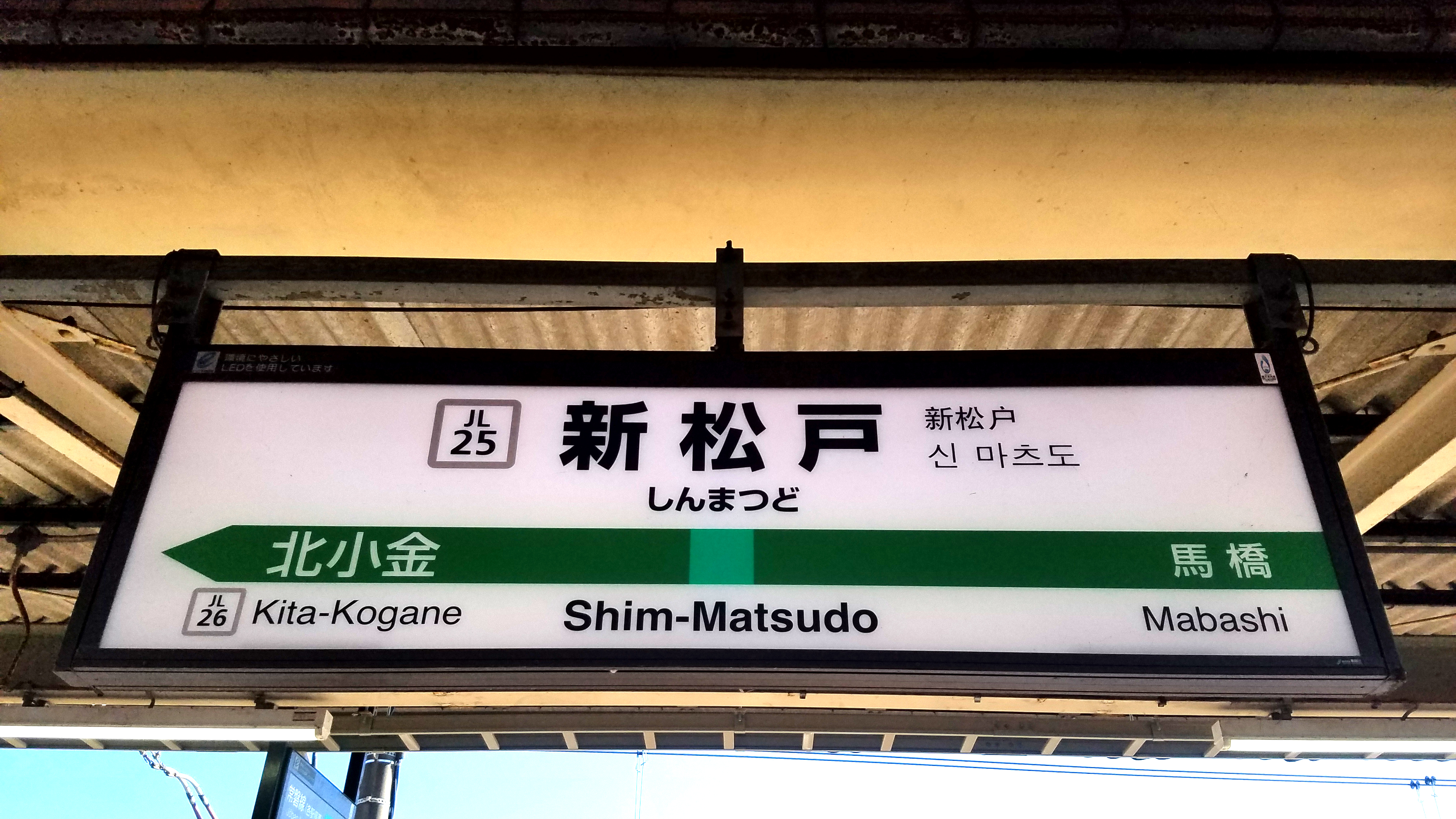
駅名標（2021年1月）

### 配線図
| | ↑ 南浦和・西国分寺・府中本町・梶ヶ谷貨物T方面 |                              |
| ← 北千住・上野 東京・品川 ・代々木上原・ 田端信号場・ 新小岩信号場 方面 | 東日本旅客鉄道 新松戸駅周辺の配線略図         | → 柏・取手 ・土浦・水戸 方面 |
| | ↓ 西船橋・東京・海浜幕張方面                  |                              |
| 凡例 出典:以下を参考に作成 * 高橋政士「東京外環状線ジャンクション」図6-Aおよび図6-B 「新松戸ジャンクション」 電気車研究会、『鉄道ピクトリアル』 第58巻9号 通巻第808号 2008年9月号、 53・54頁 ※ 本図では、馬橋駅でつながる流鉄流山線の配線を省略している。 |                                               |                              |

### 連絡階段・通路
常磐線ホームと武蔵野線ホームは、階段・エスカレーター・エレベーターで結ばれている。武蔵野線が相対式ホームである構造上、常磐線から3番線と4番線に向かう動線はそれぞれ分かれており、階段に色を付けて区別している。
常磐線ホームから改札口へは、上記の連絡階段の真下にある階段で結ばれている。また、エレベーターが2台設置されており、改札階（1階）・常磐線ホーム（2階）を経由して、それぞれ3番線・4番線に通じている。改札口からエレベーターまではスロープが整備されている。

## 利用状況
2023年度（令和5年度）の1日平均乗車人員は35,188人である。武蔵野線内では東川口駅に次いで26駅中第8位。北千住駅・綾瀬駅を除いた常磐緩行線内では13駅中第5位、綾瀬駅を除いた快速通過駅では金町駅・亀有駅に次いで第3位。
以前は常磐線では亀有・金町の両駅より上位だった。つくばエクスプレス開業の影響もあり減少傾向にあったが、近年は再び増加に転じ開業前の水準に復している。松戸市内では松戸駅に次いで第2位である。
JR東日本および千葉県統計年鑑によると、1990年度（平成2年度）以降の1日平均乗車人員の推移は以下の通りである。
| 年度               | 1日平均 乗車人員 | 出典     |
| ------------------ | ---------------- | -------- |
| 1990年（平成02年） | 37,627           | [ * 1 ]  |
| 1991年（平成03年） | 39,141           | [ * 2 ]  |
| 1992年（平成04年） | 40,445           | [ * 3 ]  |
| 1993年（平成05年） | 40,811           | [ * 4 ]  |
| 1994年（平成06年） | 40,476           | [ * 5 ]  |
| 1995年（平成07年） | 40,480           | [ * 6 ]  |
| 1996年（平成08年） | 40,222           | [ * 7 ]  |
| 1997年（平成09年） | 39,146           | [ * 8 ]  |
| 1998年（平成10年） | 38,568           | [ * 9 ]  |
| 1999年（平成11年） | 38,358           | [ * 10 ] |
| 2000年（平成12年） | 37,974           | [ * 11 ] |
| 2001年（平成13年） | 37,878           | [ * 12 ] |
| 2002年（平成14年） | 38,140           | [ * 13 ] |
| 2003年（平成15年） | 38,229           | [ * 14 ] |
| 2004年（平成16年） | 38,439           | [ * 15 ] |
| 2005年（平成17年） | 37,630           | [ * 16 ] |
| 2006年（平成18年） | 36,858           | [ * 17 ] |
| 2007年（平成19年） | 37,094           | [ * 18 ] |
| 2008年（平成20年） | 36,647           | [ * 19 ] |
| 2009年（平成21年） | 36,192           | [ * 20 ] |
| 2010年（平成22年） | 35,834           | [ * 21 ] |
| 2011年（平成23年） | 35,784           | [ * 22 ] |
| 2012年（平成24年） | 36,288           | [ * 23 ] |
| 2013年（平成25年） | 37,285           | [ * 24 ] |
| 2014年（平成26年） | 36,911           | [ * 25 ] |
| 2015年（平成27年） | 37,926           | [ * 26 ] |
| 2016年（平成28年） | 38,438           | [ * 27 ] |
| 2017年（平成29年） | 39,015           | [ * 28 ] |
| 2018年（平成30年） | 39,325           | [ * 29 ] |
| 2019年（令和元年） | 39,140           | [ * 30 ] |
| 2020年（令和02年） | 28,740           |          |
| 2021年（令和03年） | 31,195           |          |
| 2022年（令和04年） | 33,675           |          |
| 2023年（令和05年） | 35,188           |          |

## 駅周辺

### 駅舎内の施設（駅ナカ）
- 改札内
  - VIEW ALTTE
- 改札外
  - NewDays
  - いろり庵きらく 新松戸店

### 周辺施設

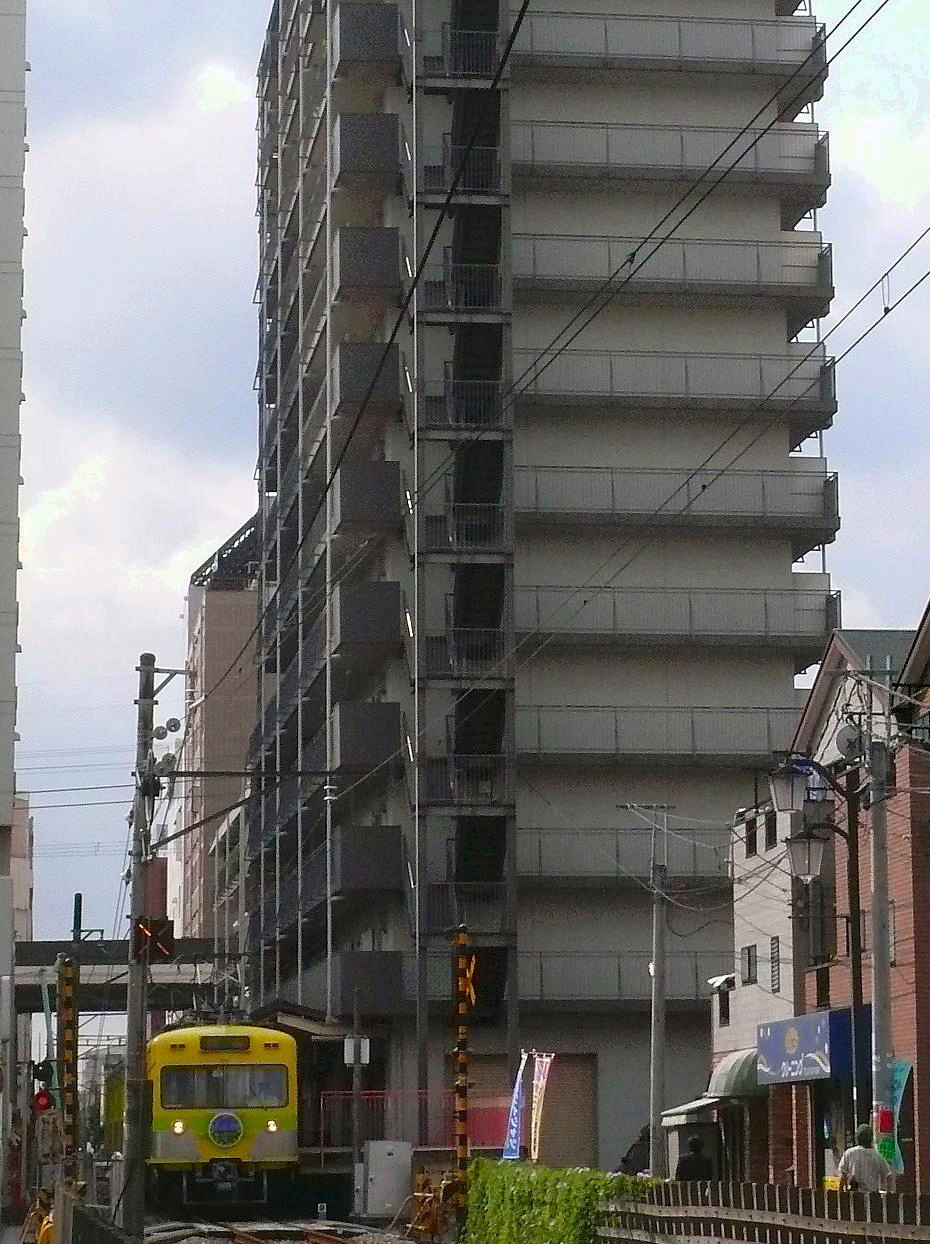
幸谷駅[2]（徒歩2分程度、連絡運輸は馬橋駅であるため、公式の乗換駅ではなく、馬橋連絡であっても流山線→当駅、JR線→幸谷駅の連絡乗車券の発売はない）
- 松戸市役所新松戸支所
- 松戸市新松戸市民センター
- 松戸市立図書館新松戸分館
- 日本年金機構松戸年金事務所
- 幸谷ふれあいホール
- 松戸警察署新松戸交番
- 新松戸駅前郵便局
- 新松戸郵便局
- 千葉銀行新松戸支店
- みずほ銀行新松戸支店
- 三菱UFJ銀行新松戸支店[注 6]
- イオンフードスタイル新松戸店
- マックスバリュ エクスプレス新松戸店
- ちばコープ新松戸店
- コモディイイダ 新松戸店
- サンドラッグ 新松戸店
- 業務スーパー・河内屋 新松戸店
- コープみらいコープ新松戸店
- アコレ新松戸3丁目店・新松戸北1丁目店
- ジェーソン 新松戸店
- JCNコアラ葛飾本社
- マツモトキヨシ新松戸駅前店
- ニッポンレンタカー新松戸営業所
- マツモトキヨシ本社
- 新松戸中央総合病院
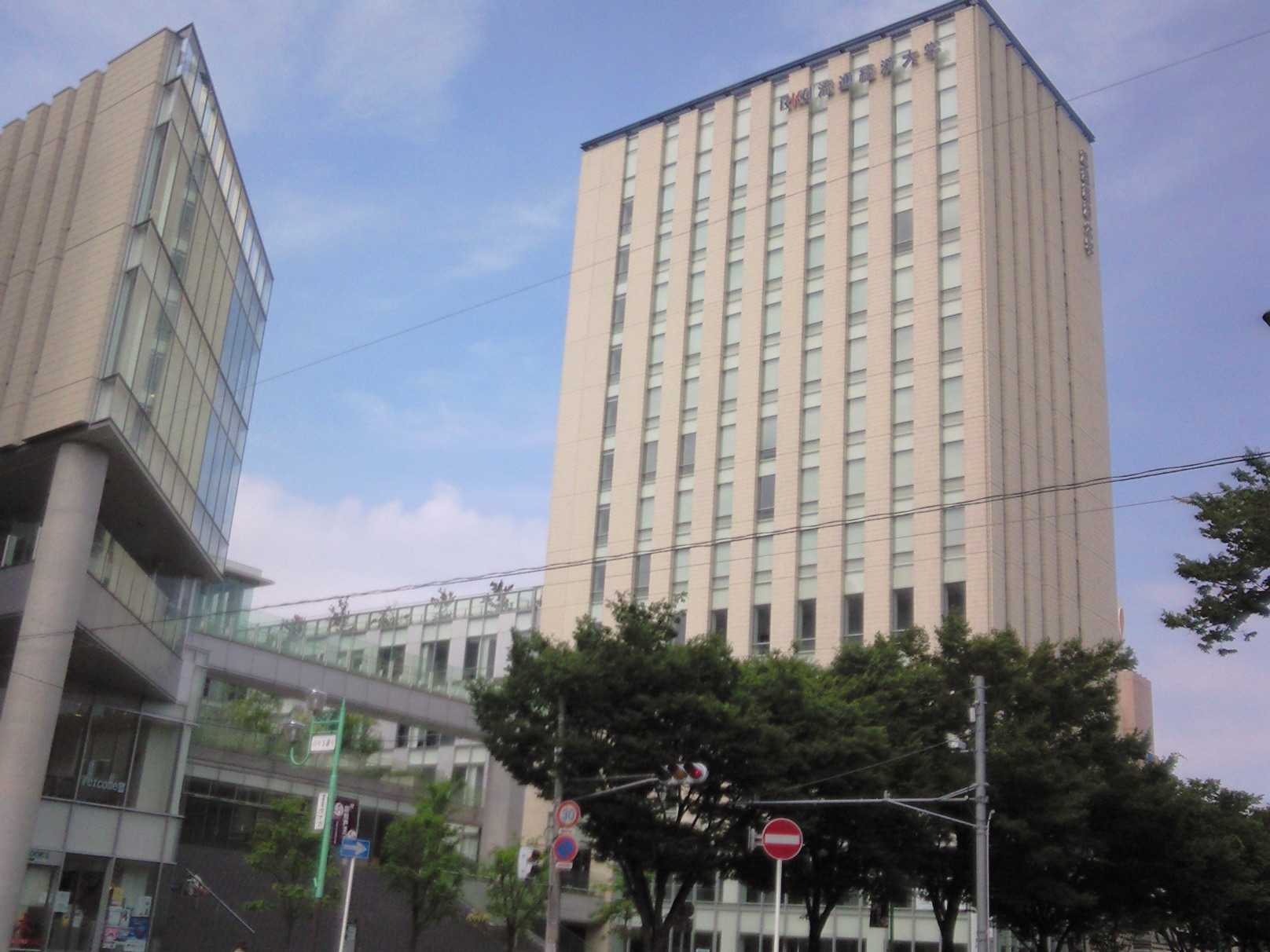
流通経済大学（新松戸キャンパス）
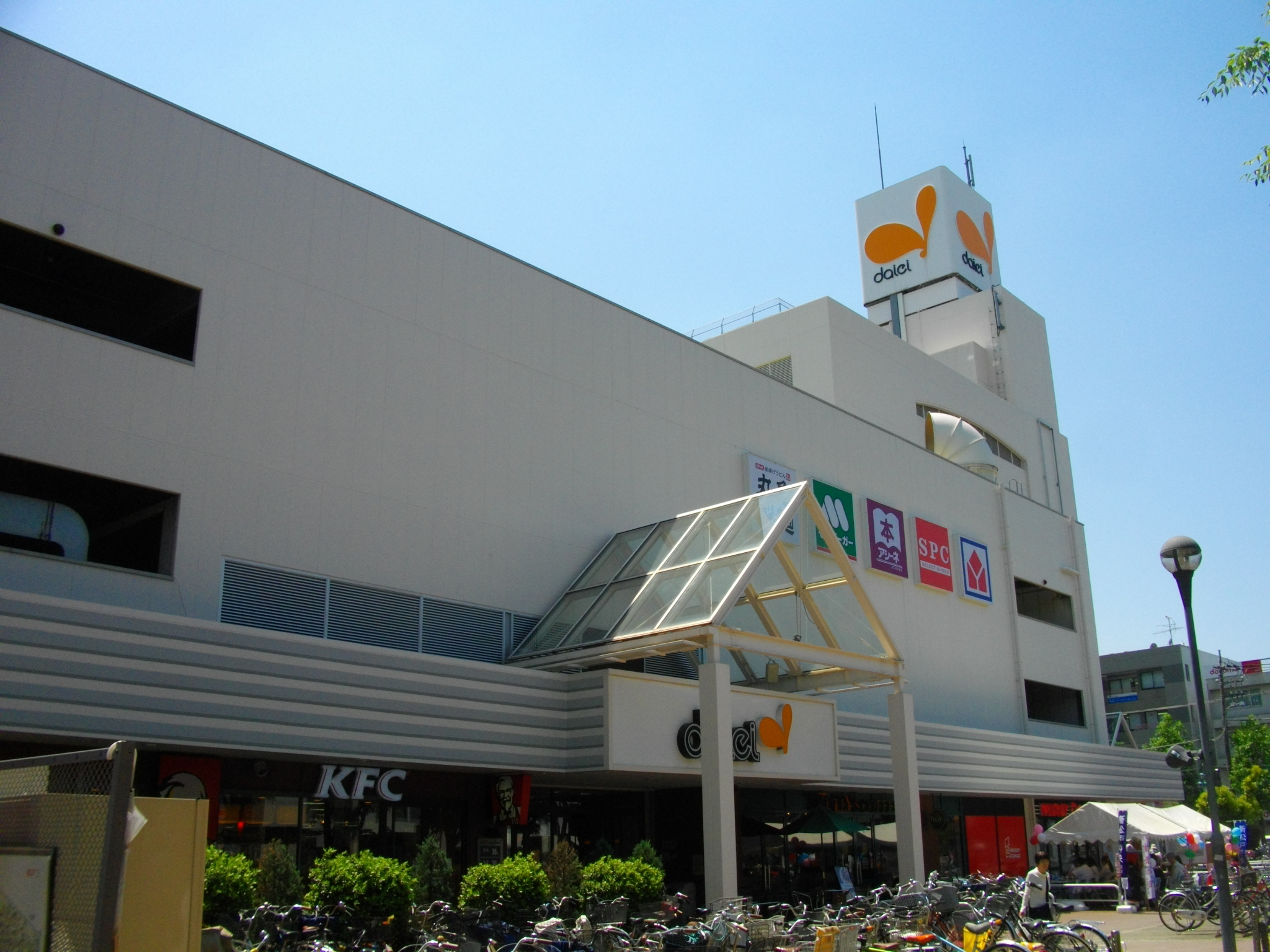
イオンフードスタイル新松戸店
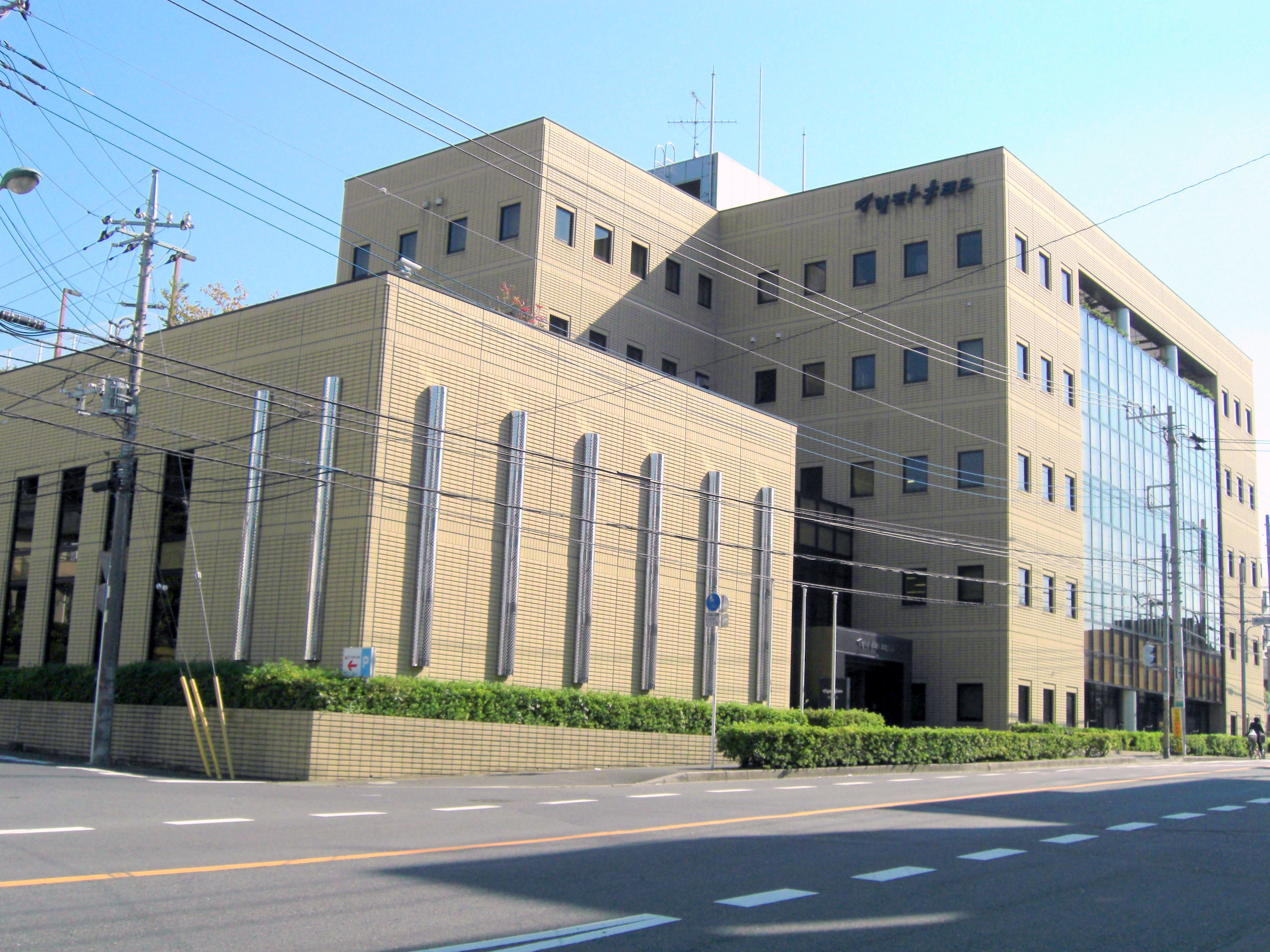
マツモトキヨシ本社

- 日本国際工科専門学校
- 北原学院歯科衛生専門学校
- 千葉県立小金高等学校
- 赤城神社
- 関さんの森
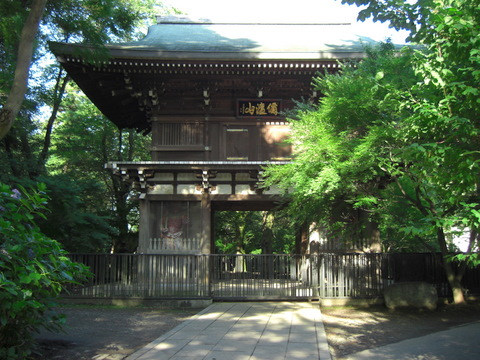
東漸寺
- 幸谷観音

- 流鉄「幸谷駅」
- 流通経済大学（新松戸キャンパス）
- イオンフードスタイル新松戸店
- マツモトキヨシ本社
- 東漸寺

## バス路線
駅と住宅地を結ぶ京成バス千葉ウエストの短距離路線が中心となっており、路線数は少ないが発着する便数は多い。当駅からバスでテラスモール松戸、21世紀の森と広場、森のホール21などへ行くことができる。

### 発着路線
新松戸駅に近い順で記載。
2番のりば（京成バス千葉ウエスト）
- 6A：馬橋駅西口

1番のりば（京成バス千葉ウエスト）
- 6：新松戸七丁目 / 南流山駅

3番のりば
- 京成バス千葉ウエスト
  - 14：八柱駅
- 京成バス千葉ウエスト、京急バス[注 7]
  - 高速バス：羽田空港 ※運休中
- 無料送迎バス
  - 東葛病院 / 松戸中央自動車学校

### 年表
- 1973年（昭和48年）4月1日：新松戸駅 開業。
- 1979年（昭和54年）3月20日：新京成バス新松戸線 開業。
- 1992年（平成4年）2月17日：新京成バス新松戸線1系統にて深夜バスの運行開始。
- 2003年（平成15年）
  - 1月：駅前ロータリーが完成。
  - 10月1日：新京成電鉄が分社され、新松戸線は松戸新京成バスの運行となる。
- 2013年（平成25年）4月19日：成田空港交通新松戸・千葉ニュータウン・成田線 開業。
- 2015年（平成27年）3月16日：松戸新京成バス小金原線 乗り入れ開始。
- 2019年（令和元年）10月25日：松戸新京成バス 小金原線 テラスモール松戸開業に伴い急行便を新設
- 2020年（令和2年）12月16日：松戸新京成バス 新松戸線 南流山駅まで延伸、深夜バスの運行終了。
- 2023年頃より、松戸新京成バス 新松戸線、馬橋線、小金原線ダイヤ改正。時刻がパターン化される。テラスモール松戸止まりの便（急行）は廃止。専用のバス停跡地は、自動車ディーラーに売却。
- 2025年（令和7年）4月1日：松戸新京成バスの経営統合に伴い、6、6A、14系統は京成バス千葉ウエストの運行となる。

## 隣の駅
東日本旅客鉄道（JR東日本）
 常磐線（各駅停車）
馬橋駅 (JL 24) - 新松戸駅 (JL 25) - 北小金駅 (JL 26)
 武蔵野線
新八柱駅 (JM 14) - 新松戸駅 (JM 15) - 南流山駅 (JM 16)

### 記事本文